# Prehistoric Isle 2
Prehistoric Isle 2 (プレヒストリックアイル2 原始島?, Purehisutorikku Airu 2: Genshitō) è un videogioco sparatutto a scorrimento orizzontale per arcade del 1999, diretto seguito di Prehistoric Isle. Venne sviluppato da Yumekobo con Saurus e pubblicato da SNK.

## Modalità di gioco
In Prehistoric Isle 2, il giocatore è mandato in missione a bordo di un elicottero ad alta tecnologia per sradicare la minaccia di feroci dinosauri che stanno devastando le città della Terra. Il velivolo è controllato con il joystick a otto direzioni e due pulsanti, uno per sparare proiettili infiniti e l'altro per sganciare bombe con scorta limitata. Inoltre, il pulsante di fuoco se tenuto premuto spara un colpo che si propaga su un'ampia area.
Il giocatore all'inizio della partita può scegliere tra due tipi di elicottero: l'Apache, dotato di elevata velocità di movimento e bassa potenza d'attacco, e l'Hind, l'esatto opposto del primo, ovvero elevata potenza d'attacco e bassa velocità di movimento.
Nel corso dei sei livelli di gioco si possono acquisire i power-up eliminando i dinosauri. La maggior parte dei power-up è indicata con lettere dell'alfabeto e possono aumentare la potenza dei colpi del velivolo, oppure munire il mezzo di armi secondarie come missili. Gli stessi power-up sono anche ricevibili come premio traendo in salvo tutti i civili in pericolo. A tal proposito, il giocatore può salvare questi civili in due modi: fornendo loro protezione mentre salgono automaticamente sull'elicottero di soccorso, oppure appendendoli singolarmente alla corda e trasportarli ad un elicottero di soccorso che appare più avanti nel livello. In ambedue i casi un civile muore se viene toccato da un dinosauro.
Se il giocatore venisse colpito o attaccato da un nemico, perde una vita e, quando esse si esauriscono, la partita termina.

## Accoglienza
Prehistoric Isle 2 ha riscosso meno successo del suo predecessore. Eric C. Mylonas di GameFan ha dato al titolo un giudizio complessivamente contrastante.